# Веселий Гай (Запорізький район)
Веселий Гай — село в Україні, у Новомиколаївській селищній громаді Запорізького району Запорізької області. Населення становить 497 осіб. До 2020 орган місцевого самоврядування - Веселогаївська сільська рада.

## Географія
Село Веселий Гай знаходиться на березі річки Любашівка, нижче за течією на відстані 3 км розташоване село Островське. На відстані 1,5 км розташоване село Нововолодимирівка. По селу протікає пересихаючий струмок з загатою.
Відстань до центру громади становить близько 15 і проходить автошляхом Н15.

## Історія
Село засноване 1921 року переселенцями з Полтавської і Чернігівської губерній.
12 червня 2020 року, відповідно до Розпорядження Кабінету Міністрів України від № 713-р «Про визначення адміністративних центрів та затвердження територій територіальних громад Запорізької області», увійшло до складу Новомиколаївської селищної громади.
19 липня 2020 року, в результаті адміністративно-територіальної реформи та ліквідації Новомиколаївського району, село увійшло до складу Запорізького району.

## Населення

### Мова
Розподіл населення за рідною мовою за даними перепису 2001 року:
| Мова       | Кількість | Відсоток |
| ---------- | --------- | -------- |
| українська | 470       | 94.57%   |
| російська  | 27        | 5.43%    |
| Усього     | 497       | 100%     |

## Економіка
- «Лідер», ТОВ.

## Об'єкти соціальної сфери
- Школа I—II ст.
- Дитячий садочок.
- Клуб.
- Фельдшерсько-акушерський пункт.

## Відомі люди
В поселенні народився:
- Пристромко Володимир Григорович (1930—2015) — український авіатор, генерал-майор.

У селі тривалий час мешкала українська письменниця Світлана Аніщенко.